# Sabine Becker
Sabine Becker (ur. 13 sierpnia 1959 w Karl-Marx-Stadt) – niemiecka łyżwiarka szybka reprezentująca NRD, dwukrotna medalistka olimpijska.

## Kariera
Największe sukcesy w karierze Sabine Becker osiągnęła w 1980 roku, kiedy zdobyła dwa medale podczas igrzysk olimpijskich w Lake Placid. W swoim pierwszym starcie, biegu na 1500 m, zajęła trzecie miejsce za dwoma reprezentantkami Holandii: Annie Borckink oraz Rią Visser. Sześć dni później zajęła drugie miejsce w biegu na 3000 m, rozdzielając Norweżkę Bjørg Evę Jensen i Beth Heiden z USA. Były to jedyne starty olimpijskie Niemki. W tym samym roku zajęła też piąte miejsce podczas wielobojowych mistrzostw świata w Hamar. W 1986 roku uciekła do Niemiec Zachodnich, uzyskując obywatelstwo tego kraju. Do sportu powróciła w 1988 roku, zdobywając między innymi wicemistrzostwo RFN. Kilkakrotnie startowała w zawodach Pucharu Świata, jednak nigdy nie stanęła na podium. Najlepsze wyniki osiągnęła w sezonie 1989/1990, kiedy była trzynasta w klasyfikacji końcowej 3000/5000 m. Poza tym nie wystąpiła jednak na żadnej międzynarodowej imprezie i w 1990 roku zakończyła karierę.